# Gilbert Keith Chesterton
Gilbert Keith Chesterton, (Londres, Regne Unit, 29 de maig de 1874 – Beaconsfield, 14 de juny de 1936), més conegut com a G.K. Chesterton, va ser un escriptor, filòsof, apologista cristià i crític literari i d'art anglès.
Chesterton va crear el detectiu de ficció Pare Brown, i va escriure fer apologètica. Fins i tot alguns dels que no estan d'acord amb ell han reconegut l'ampli atractiu d'obres com Orthodoxy i L'home perdurable.  Chesterton es referia rutinàriament a si mateix com a cristià ortodox, i va arribar a identificar aquesta posició cada cop més amb el catolicisme, i finalment es va convertir de des de l'anglicanisme. Els biògrafs l'han identificat com el successor d'autors victorians com Matthew Arnold, Thomas Carlyle, John Henry Newman i John Ruskin.
Se l'ha conegut com el "príncep de la paradoxa". Sobre el seu estil d'escriptura, Time va indicar: "Sempre que va ser possible, Chesterton va mostrar el seu punt de vista amb dites populars, proverbis, al·legories, girant-los amb cura". Els seus escrits van influir en Jorge Luis Borges, que va comparar la seva obra amb la d'Edgar Allan Poe.

## Biografia

### Joventut
Chesterton va néixer a Campden Hill a Kensington, Londres, el 29 de maig de 1874. El seu pare era Edward Chesterton, un agent immobiliari, i la seva mare era Marie Louise, née Grosjean, d'origen suís-francès. Chesterton va ser batejat quan tenia un mes a l'Església d'Anglaterra, encara que la seva pròpia família practicava irregularment l'unitarisme. Segons la seva autobiografia, de jove es va fascinar amb l'ocultisme i, juntament amb el seu germà Cecil, va experimentar amb les taules Ouija. Va estudiar a la St Paul's School, després va assistir a la Slade School of Art per convertir-se en il·lustrador. The Slade és un departament de la University College de Londres, on Chesterton també va prendre classes de literatura, però no va completar cap grau en cap de les assignatures. Es va casar amb Frances Blogg el 1901; el matrimoni va durar la resta de la seva vida. Chesterton va acreditar que Frances el va portar de tornada a l'anglicanisme, encara que més tard va considerar que l'anglicanisme era una "pàl·lida imitació". Va entrar en plena comunió amb l'Església catòlica el 1922. La parella no va poder tenir fills. 
Un amic de l'escola va ser Edmund Clerihew Bentley, inventor del clerihew, un poema biogràfic capritxós de quatre línies. El mateix Chesterton va escriure clerihews i va il·lustrar la primera col·lecció de poesia publicada del seu amic, Biography for Beginners (1905), que va popularitzar la forma clerihew. Es va convertir en padrí del fill de Bentley, Nicolas.

### Trajectòria

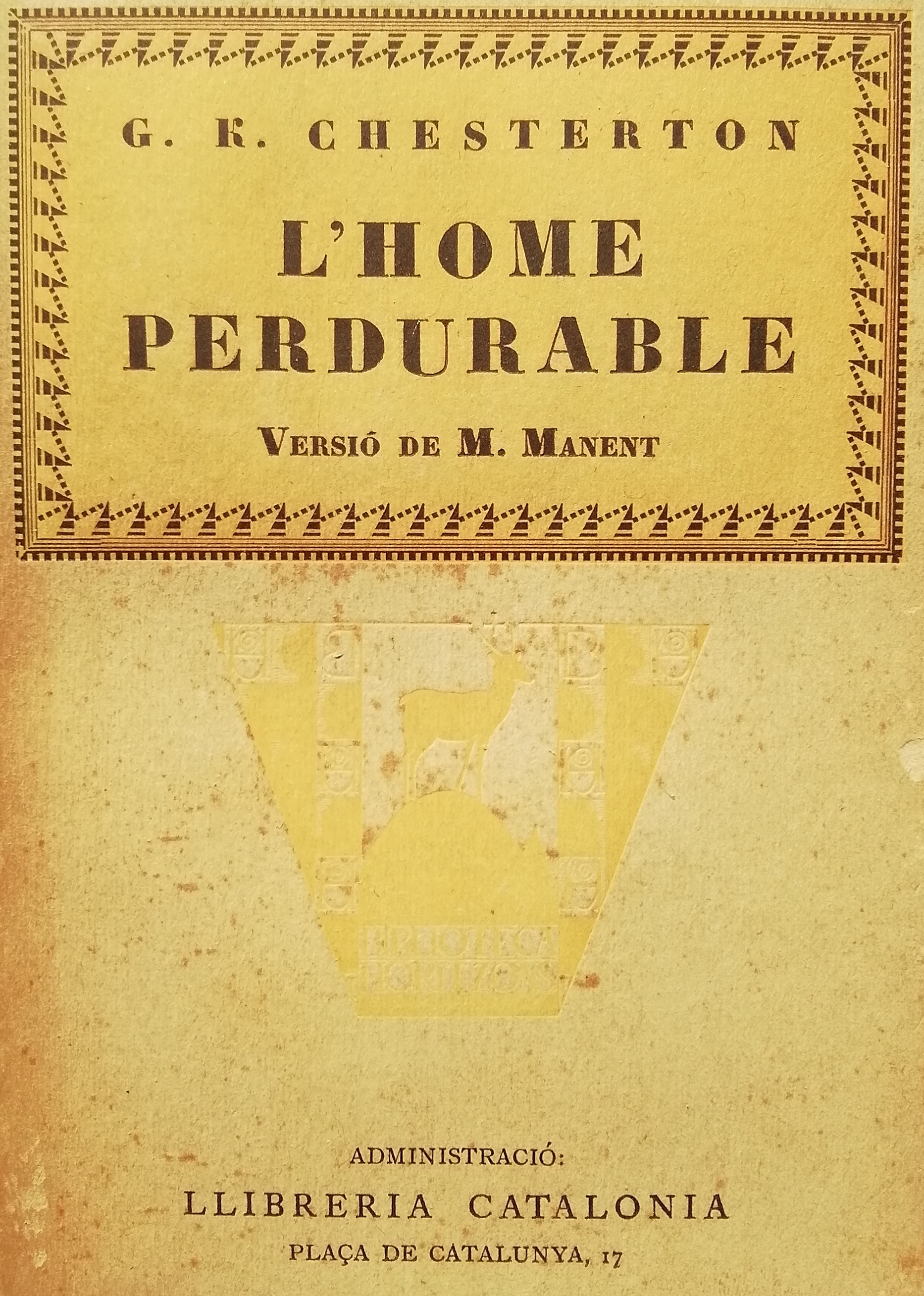
L'Home Perdurable (The Everlasting Man) de G.K. Chesterton en l’edició catalana de Llibreria Catalònia del 1927.

L'any 1896 Chesterton va començar a treballar per a l'editorial Redway, i T. Fisher Unwin, fins a l'any 1902. Durant aquest període, va començar a treballar en periodisme com a crític d'art i de literatura independent. Va contraure matrimoni amb Frances Blogg l'any 1901. L'any següent va començar amb una columna d'opinió setmanal al diari Daily News, l'any 1905 al The Illustrated London News, publicació en què va escriure durant els trenta anys següents.
Segons Chesterton de jove estava fascinat per l'ocult i, juntament amb el seu germà Cecil, va experimentar amb taules Ouija. Així i tot, fent-se més gran es va convertir en cristià, primer anglicà i després, l'any 1922, catòlic.
Chesterton va mostrar un gran interès i talent per l'art. Volia ser artista i la seva manera d'escriure mostra una visió que convertia idees abstractes en imatges concretes i memorables. Fins i tot les seves obres de ficció semblen ser paràboles camuflades. El pare Brown (Father Brown) sempre corregeix la visió errònia de la gent desconcertada a l'escena del crim, i al final se'n va amb el criminal a exercir el seu rol sacerdotal de reconeixement i penediment.
Chesterton era un home alt, 1,93 cm, i corpulent, va pesar 133 kg.
Quan va dir al seu amic George Bernard Shaw: "Mirant-te a tu, un té la sensació que Anglaterra estigui patint fam", la rèplica de Shaw va ser: "Mirant-te a tu, tothom pensaria que en siguis la causa."
Chesterton tenia la tendència d'oblidar on s'havia de dirigir i de no arribar a temps al tren que l'havia de portar allà. Està documentat que en diferents ocasions va enviar un telegrama a la seva dona Frances des d'una localitat llunyana (i equivocada), escrivint una cosa com ara: "Sóc a Market Harborough. On hauria de ser?", a la qual ella contestaria "A casa." De resultes d'aquests problemes de memòria i del fet que Chesterton de nen era extremadament maldestre, hi ha hagut especulacions que Chesterton tenia dispràxia de desenvolupament sense diagnosticar.
A Chesterton li encantava el debat. Sovint debatia públicament i amablement amb personatges com ara George Bernard Shaw, H. G. Wells, Bertrand Russell i Clarence Darrow. Segons la seva autobiografia, ell i Shaw van fer de vaquers en una pel·lícula muda que no es va arribar a estrenar mai.

### Mort

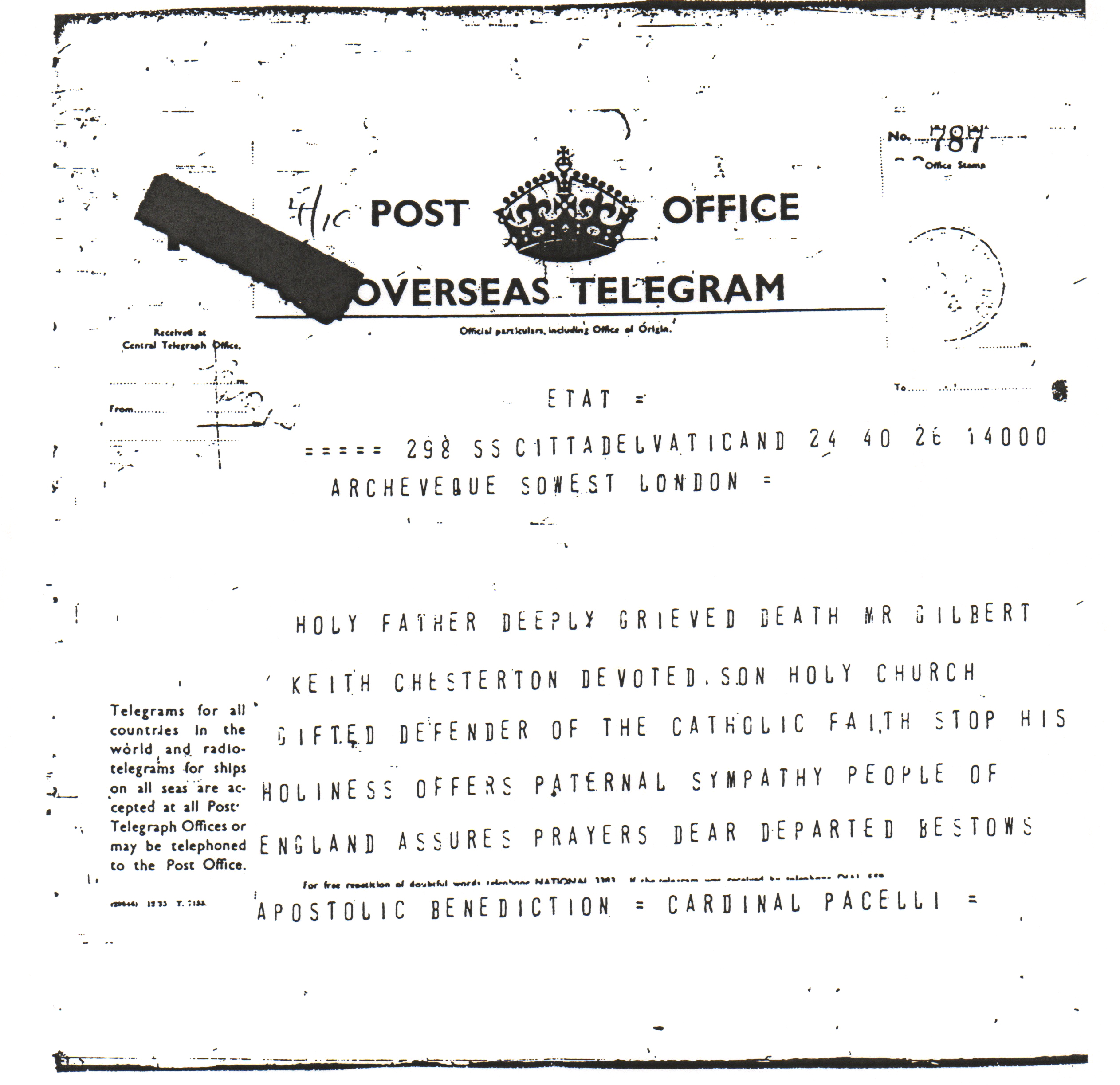
Telegrama enviat pel cardenal Eugenio Pacelli (el futur Pius XII) en nom del papa Pius XI al poble d'Anglaterra després de la mort de Chesterton

Chesterton va morir d'una insuficiència cardíaca congestiva al matí del 14 de juny del 1936, als 62 anys, a casa seva a Beaconsfield, Buckinghamshire. Les seves últimes paraules van ser una salutació de bon dia dirigida a la seva dona Frances. El sermó de la missa de rèquiem de Chesterton a la catedral de Westminster, Londres, va ser pronunciat per Ronald Knox el 27 de juny de 1936. Knox va dir: "Tota aquesta generació ha crescut sota la influència de Chesterton tan completament que ni tan sols sabem quan estem pensant en Chesterton". Està enterrat al cementiri catòlic de Beaconsfield. A la seva mort, les seves propietats sumaven 28.389 £, l'equivalent a £2,436,459 el 2023.
Cap al final de la vida de Chesterton, el Papa Pius XI el va investir com a Cavaller Comandant amb Estrella de l'Ordre Papal de Sant Gregori el Gran (KC*SG). La Chesterton Society ha proposat que sigui beatificat.

## Obra
Chesterton va escriure vora vuitanta llibres, centenars de poemes, vora dues-centes narracions curtes, quatre mil assaigs i diferents obres de teatre. Era un crític literari i social, historiador, dramaturg, novel·lista, teòleg i apologista catòlic, polemista i autor de novel·la negra. Era columnista i va escriure articles de l'Encyclopædia Britannica, incloent-hi el referent a Charles Dickens i una part de l'article sobre humor de la 14a edició (1929). El seu protagonista més conegut és el sacerdot detectiu Father Brown, del qual va escriure una cinquantena de narracions publicades en català amb el títol Els relats del pare Brown (RBA, 2013). La seva novel·la més coneguda és L'home que fou dijous (Rosa dels Vents, 1936). Ja era un cristià convençut molt abans de fer-se membre de l'Església catòlica i a molts passatges de la seva obra hi apareixen temes i simbolisme cristians.
Altres novel·les i relats curts són: 
- L'Home Perdurable (Llibreria Catalònia, Barcelona, 1927. Traducció de Marià Manent)
- Herètics (1928) Traducció de Pau Romeva
- Allò que no està bé del món (La Nova Revista, Barcelona, 1929. Traducció de Pau Romeva)
- El club dels negocis estranys (Laertes, 1990. Traducció al català de Carles Urritz i Carme Geronès)
- L'assassí moderat (Laertes, 1993. Traducció de Carles Urritz i Carme Geronès)
- El bocamoll honrat (Laertes, 1994, 2023. Traducció de Carles Urritz i Carme Geronès)
- El poeta i els llunàtics. Episodis de la vida d'en Gabriel Gale. (L'Albí, 2011. Traducció d'Anna Camps i Jordi Cussà)
- El Napoleó de Notting Hill (Univers, 2019. Traducció de Josep Pelfort)
- Els arbres de l'orgull (edicions del Cràter, 2022. Traducció d'Anna Llisterri)[26]

Assajos:
- Saint Francis of Assisi (traducció catalana de Josep Delclòs de l'any 1967, Editorial Andorra. Traducció francesa de Isabelle Rivière, Paris, Plon, 1925. Traducció castellana per Marià Manent el 1925 l'Editorial Joventut.)[27]
- Cristianisme, pensament social i literatura (Viena, 2017. Edició de Sílvia Coll-Vinent; diferents traductors)
- Herètics (Quaderns Crema, 2022)[28]